# Napoleon Franz Bonaparte

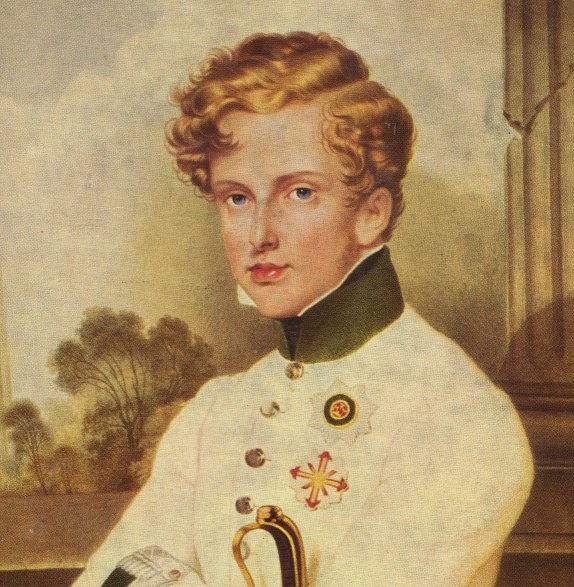
Der Herzog von Reichstadt in österreichischer Uniform, Aquarell von Moritz Daffinger

Unterschrift

Napoleon Franz Joseph Karl Bonaparte (französisch Napoléon François Joseph Charles Bonaparte; * 20. März 1811 im Tuilerien-Palast in Paris; † 22. Juli 1832 in Schloss Schönbrunn bei Wien) war der einzige legitime männliche Nachkomme Napoleon Bonapartes; er stammte aus dessen zweiter Ehe mit Marie-Louise von Österreich.
Als kaiserlicher Kronprinz von Frankreich trug er von 1811 bis zum Thronverzicht Napoleons im Vertrag von Fontainebleau (1814) den Titel König von Rom. Nach Napoleons Sturz führte er 1814 bis 1817 den von seiner Mutter abgeleiteten Titel Prinz von Parma. Während der Herrschaft der Hundert Tage, in der er sich jedoch außerhalb Frankreichs aufhielt, war er für kurze Zeit wieder französischer Prince impérial. Nach der endgültigen Abdankung seines Vaters erkannte die von diesem eingesetzte Regierung ihn vom 22. Juni bis zum 7. Juli 1815 als Kaiser der Franzosen an. Die Bonapartisten zählten ihn daher als Napoleon II., was auch der ab 1852 regierende Napoleon III. durch seine Zählung anerkannte. Dieser Anspruch, den weder er selbst noch seine Mutter je erhoben hatten, erlosch schon am 8. Juli mit der Restauration des Königtums durch Ludwig XVIII. 1818 wurde er von seinem Großvater mütterlicherseits, Kaiser Franz I. von Österreich, zum Herzog von Reichstadt ernannt.

## Leben

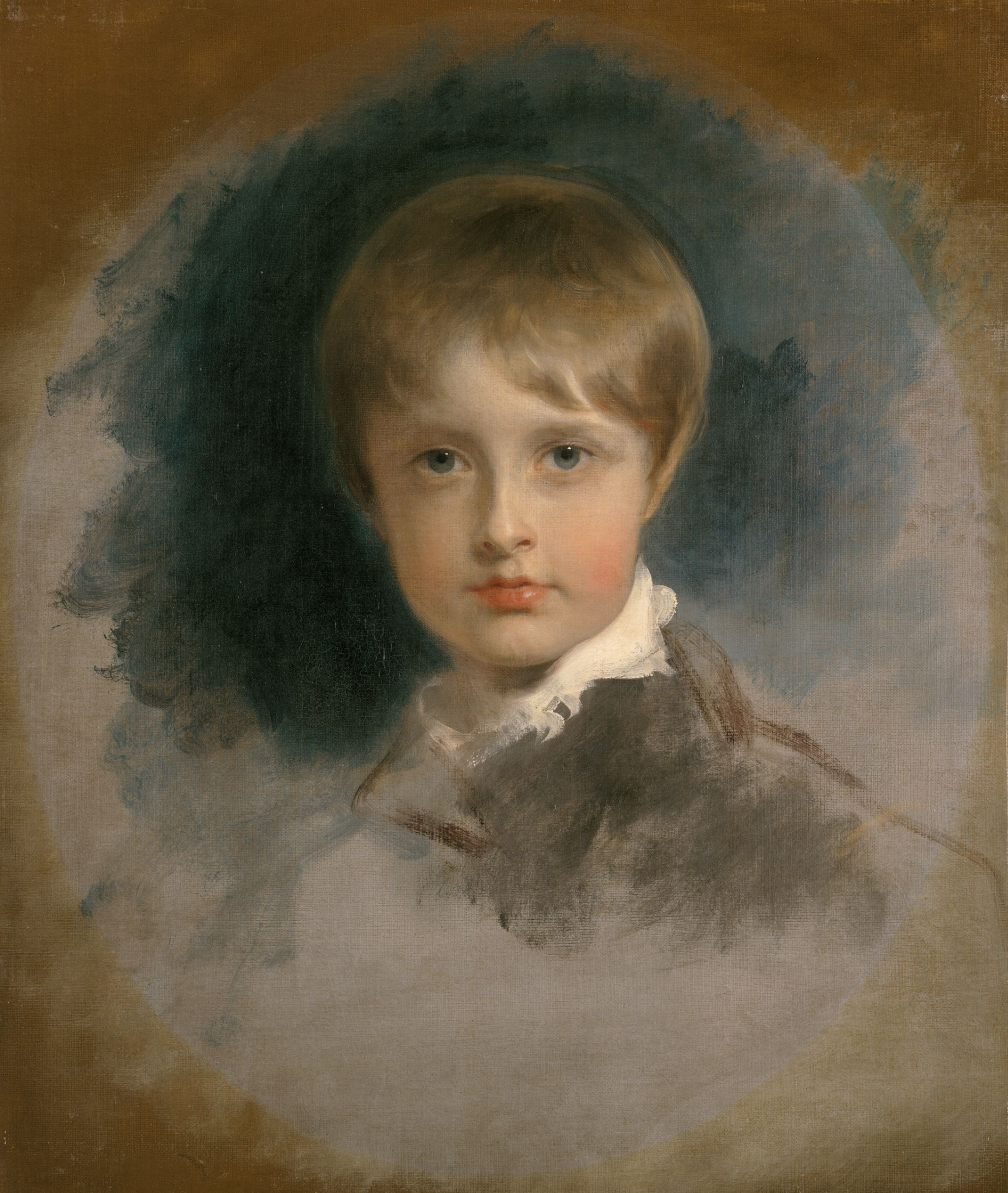
Prinz Napoleon Franz als Kind, Thomas Lawrence, 1818/19, Öl auf Leinwand, 58 × 49 cm, heute Fogg Art Museum, Harvard University Art Museums

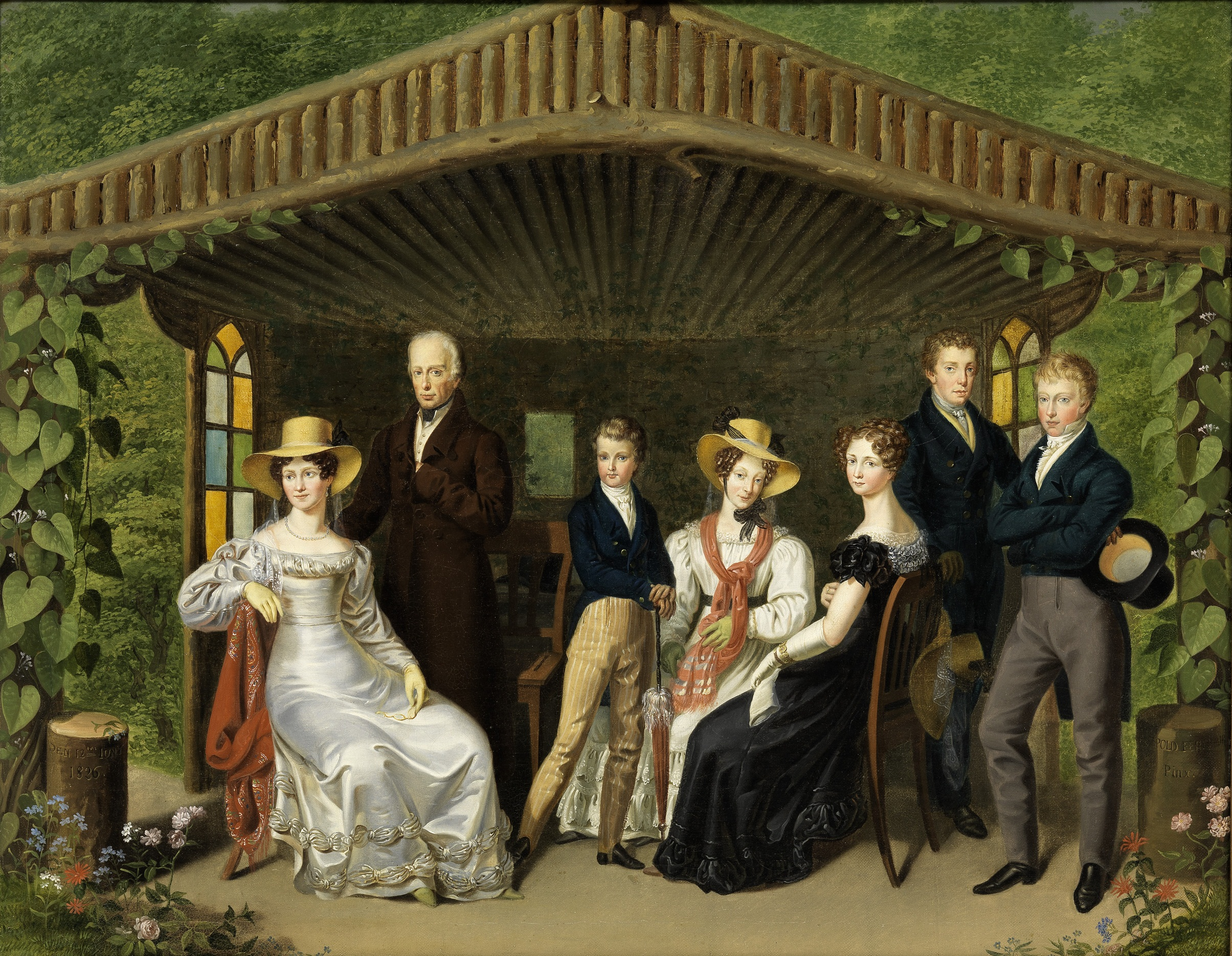
Die kaiserliche Familie um den Herzog von Reichstadt, 1826

Als erster und einziger legitimer männlicher Nachkomme Napoleon Bonapartes war er der lang ersehnte Thronfolger der neuen Dynastie und erhielt deshalb auch den Beinamen „L’Aiglon“ („Sohn des Adlers“). Er wurde am 9. Juni 1811 in der Kathedrale Notre-Dame de Paris getauft. Nach den beiden Abdankungen (1814 und 1815) und schließlich dem Tode seines Vaters 1821 wurde er von den Bonapartisten als „Napoléon II.“ dreimal zum Kaiser ausgerufen. Jedoch beanspruchte er weder die Herrschaft in Frankreich, noch wurde er in seinem kurzen Leben jemals mit politischen Führungsaufgaben betraut.
Nachdem Napoleon für die Herrschaft der Hundert Tage wieder auf der politischen Bühne Europas erschienen war, musste er am 22. Juni 1815 erneut abdanken. Dieses Mal proklamierte er seinen am 22. April 1815 zum Prince impérial (nicht erneut zum König von Rom) ernannten Sohn ausdrücklich mit dem Namen „Napoléon II.“ zum Kaiser der Franzosen. Eine tatsächliche Wirkung entfaltete jedoch auch diese Proklamation nicht mehr, da am 8. Juli 1815 bereits Ludwig XVIII. nach Paris zurückkehrte, um die Regierung zu übernehmen.

### Nach dem Sturz Napoleons

Wappen von Napoleon Franz als Herzog von Reichstadt

Im Zuge des Wiener Kongresses wurde beschlossen, dass die ehemalige Kaiserin Marie-Louise und ihr Sohn Franz die 1814 im Vertrag von Fontainebleau erhaltenen Titel des Herzogtums Parma weiterhin führen durften – Marie-Louise als Herzogin, Franz als Prinz von Parma. 1817 wurde ihm auf Betreiben der Alliierten Russland und Großbritannien der Titel eines Prinzen von Parma wieder aberkannt, da er als solcher erbfolgeberechtigt gewesen wäre, und es aus Sicht der Siegermächte einen Bonaparte auf einem europäischen Thron zu verhindern galt. Sein Großvater, der österreichische Kaiser Franz I., schenkte ihm daraufhin am 22. Juli 1818 das böhmische Reichstadt (tschech. Zákupy) und erhob es zum Herzogtum; fortan führte Franz den Titel eines Herzogs von Reichstadt, die Stadt besuchte er allerdings nie.
In Wien freundete sich Franz mit seiner angeheirateten Tante, der sechs Jahre älteren Erzherzogin Sophie Friederike von Bayern, an. Beide besuchten zusammen Bälle und Konzerte, und der Wiener Klatsch mutmaßte, dass Sophies zweiter Sohn Ferdinand Maximilian das Kind des Herzogs von Reichstadt war.

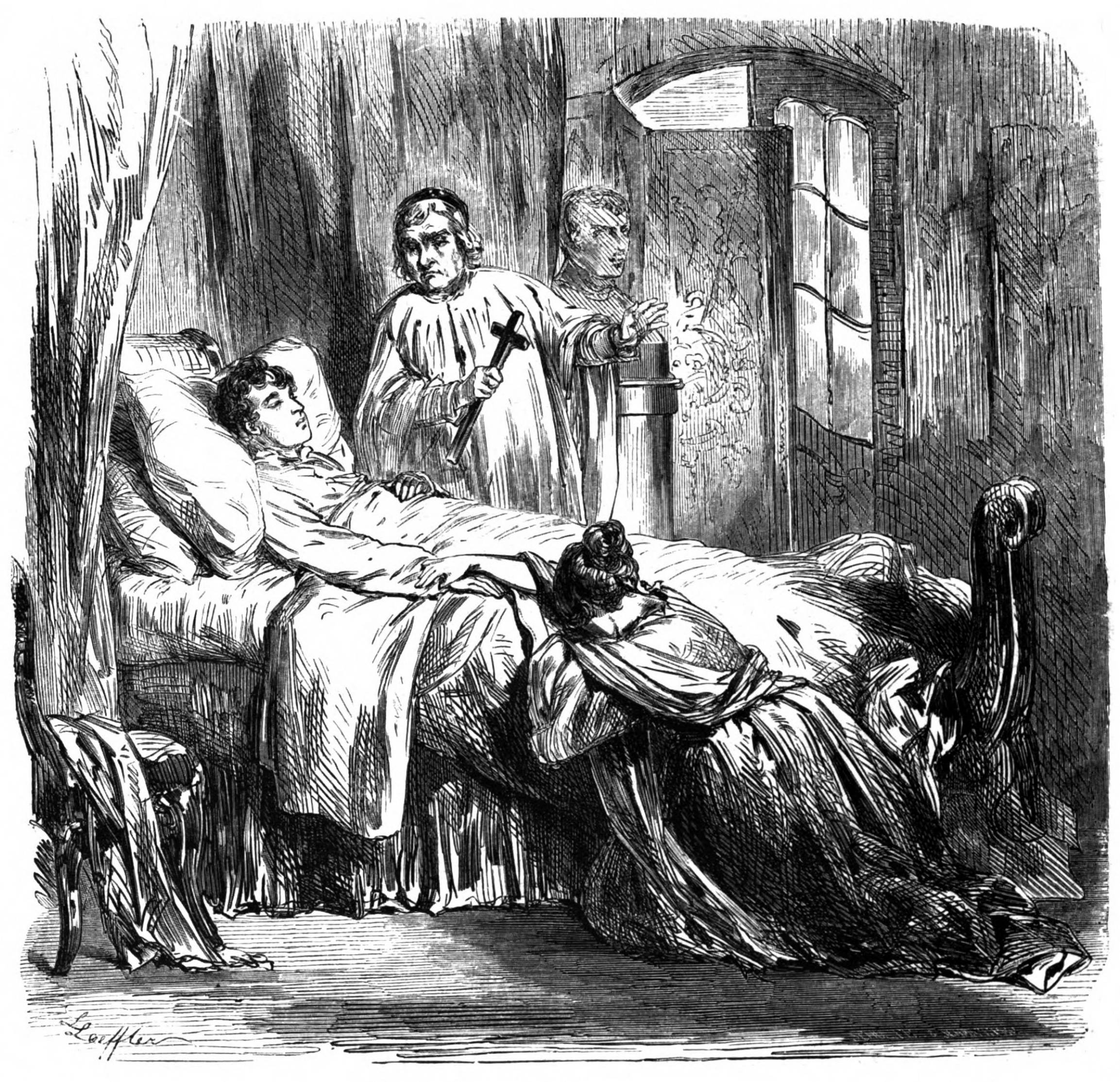
Die letzten Augenblicke des Herzogs von Reichstadt, Illustration aus Die Gartenlaube

### Krankheit, Tod, Begräbnis
Der Herzog hatte bereits früh mit Lungenproblemen zu kämpfen und erkrankte schließlich an Tuberkulose. Im Alter von 21 Jahren starb Franz am 22. Juli 1832 im Schloss Schönbrunn bei Wien.

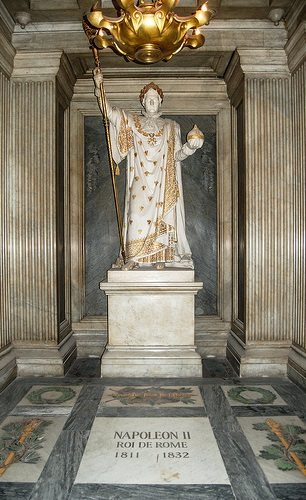
Grab von Napoleon II. im Invalidendom

Der Leichnam des Herzogs wurde  konserviert und in der Kaisergruft unter der Wiener Kapuzinerkirche beigesetzt. Sein Herz wurde in der Herzgruft der Habsburger und seine Eingeweide in der Herzogsgruft des Stephansdoms bestattet. Dies entsprach dem üblichen Begräbniszeremoniell am Wiener Hof: Eine „getrennte Bestattung“ mit Aufteilung eines Körpers auf die drei traditionellen Wiener Begräbnisstätten der Habsburger erhielten insgesamt 41 Mitglieder der Dynastie. In der Kaisergruft war der Sarkophag des Herzogs in der von seinem Großvater errichteten Franzensgruft aufgestellt, in der später auch Franz I. und Marie-Louise bestattet wurden.
Während der deutschen Besatzung von Paris wurde in der Nacht vom 14. auf den 15. Dezember 1940  der Sarkophag auf Befehl Adolf Hitlers aus der Kaisergruft entfernt und per Eisenbahn nach Paris überführt (in Erinnerung an die Überführung Napoléons von St. Helena nach Paris hundert Jahre zuvor); Herz und Eingeweide blieben jedoch in Wien. In Paris wurde der Sarkophag im Invalidendom in der Kapelle des heiligen Hieronymus (frz. Chapelle Saint-Jérôme) aufgestellt, in der sich auch das Grab Jérôme Bonapartes befindet.
1969, anlässlich des 200. Geburtstages Napoleons I., entschied die französische Regierung, den Sarkophag des Herzogs von Reichstadt in die Unterkirche des Invalidendoms zu verlegen (um ihn dort letztlich mit seinem Vater „zu vereinen“, wie eine Quelle es beschreibt), wo er sich nunmehr seit dem 18. Dezember jenes Jahres befindet.

## Rezeption
In Ajaccio auf Korsika befindet sich vor der Maison Bonaparte die an ihn erinnernde Büste von Napoleon II.

### Darstellende Kunst
Der französische Dramatiker Edmond Rostand schrieb das 1900 erstmals aufgeführte Drama Der junge Adler (L’Aiglon) über den Herzog von Reichstadt, dessen Hauptrolle eine Paraderolle für den damaligen Bühnenstar Sarah Bernhardt bot. Arthur Honegger und Jacques Ibert verarbeiteten das Stück zu einer Oper.

### Museal
Im Wiener Heeresgeschichtlichen Museum sind einige Objekte des Herzogs von Reichstadt ausgestellt, so sein Malkasten, sein Hut und sein Degen.
Die Wiener Schatzkammer bewahrt das silberne Thronwiegenbett, Geschenk der Stadt Paris anlässlich seiner Geburt.

### Musik
Das britische Pop-Duo Pet Shop Boys widmete auf seinem 2009 erschienenen Album YES dem King of Rome einen gleichnamigen Titel.

## Vorfahren
| Ahnentafel Napoleon Franz Bonaparte | Ahnentafel Napoleon Franz Bonaparte                                                   | Ahnentafel Napoleon Franz Bonaparte                                               | Ahnentafel Napoleon Franz Bonaparte                                                                     | Ahnentafel Napoleon Franz Bonaparte                                                                     | Ahnentafel Napoleon Franz Bonaparte                                                | Ahnentafel Napoleon Franz Bonaparte                                                 | Ahnentafel Napoleon Franz Bonaparte                                                                             | Ahnentafel Napoleon Franz Bonaparte                                                                             |
| ----------------------------------- | ------------------------------------------------------------------------------------- | --------------------------------------------------------------------------------- | --- | --- | ---------------------------------------------------------------------------------- | ----------------------------------------------------------------------------------- | --- | --- |
| Ururgroßeltern                      | Sebastiano Nicola Buonaparte (1683–1720) ⚭ Maria Anna Tusoli di Bocognano (1690–1760) | Giuseppe Maria Paravicini (?–?) ⚭ Maria Angela Salineri (?–?)                     | Giovanni Agostino Ramolino (1697–1777) ⚭ Angela Maria Peri (?–?)                                        | Giuseppe Maria Pietrasanta (1703–1773) ⚭ Maria Giuseppa Malherba (?–?)                                  | Kaiser Franz I. Stephan (1708–1765) ⚭ 1736 Kaiserin Maria Theresia (1717–1780)     | König Karl III. von Spanien (1716–1788) ⚭ 1738 Maria Amalia von Sachsen (1724–1760) | König Karl III. von Spanien (1716–1788) ⚭ 1738 Maria Amalia von Sachsen (1724–1760)                             | Kaiser Franz I. Stephan (1708–1765) ⚭ 1736 Kaiserin Maria Theresia (1717–1780)                                  |
| Urgroßeltern                        | Giuseppe Maria Buonaparte (1713–1763) ⚭ 1741 Maria Saveria Paravicini (1715–1780)     | Giuseppe Maria Buonaparte (1713–1763) ⚭ 1741 Maria Saveria Paravicini (1715–1780) | Giovanni Geronimo Ramolino (1723–1755) ⚭ 1743 Angela Maria Pietrasanta Giuseppe Pietrasanta (1726–1793) | Giovanni Geronimo Ramolino (1723–1755) ⚭ 1743 Angela Maria Pietrasanta Giuseppe Pietrasanta (1726–1793) | Kaiser Leopold II. (1747–1792) ⚭ 1765 Maria Ludovica von Spanien (1745–1792)       | Kaiser Leopold II. (1747–1792) ⚭ 1765 Maria Ludovica von Spanien (1745–1792)        | König Ferdinand I. von Neapel-Sizilien (1751–1825) ⚭ 1768 Maria Karolina von Österreich Erzherzogin (1752–1814) | König Ferdinand I. von Neapel-Sizilien (1751–1825) ⚭ 1768 Maria Karolina von Österreich Erzherzogin (1752–1814) |
| Großeltern                          | Carlo Buonaparte (1746–1785) ⚭ 1764 Laetitia Ramolino (1750–1836)                     | Carlo Buonaparte (1746–1785) ⚭ 1764 Laetitia Ramolino (1750–1836)                 | Carlo Buonaparte (1746–1785) ⚭ 1764 Laetitia Ramolino (1750–1836)                                       | Carlo Buonaparte (1746–1785) ⚭ 1764 Laetitia Ramolino (1750–1836)                                       | Kaiser Franz II. (1768–1835) ⚭ 1790 Maria Theresia von Neapel-Sizilien (1772–1807) | Kaiser Franz II. (1768–1835) ⚭ 1790 Maria Theresia von Neapel-Sizilien (1772–1807)  | Kaiser Franz II. (1768–1835) ⚭ 1790 Maria Theresia von Neapel-Sizilien (1772–1807)                              | Kaiser Franz II. (1768–1835) ⚭ 1790 Maria Theresia von Neapel-Sizilien (1772–1807)                              |
| Eltern                              | Kaiser Napoleon I. (1769–1821) ⚭ 1810 Marie-Louise von Österreich (1791–1847)         | Kaiser Napoleon I. (1769–1821) ⚭ 1810 Marie-Louise von Österreich (1791–1847)     | Kaiser Napoleon I. (1769–1821) ⚭ 1810 Marie-Louise von Österreich (1791–1847)                           | Kaiser Napoleon I. (1769–1821) ⚭ 1810 Marie-Louise von Österreich (1791–1847)                           | Kaiser Napoleon I. (1769–1821) ⚭ 1810 Marie-Louise von Österreich (1791–1847)      | Kaiser Napoleon I. (1769–1821) ⚭ 1810 Marie-Louise von Österreich (1791–1847)       | Kaiser Napoleon I. (1769–1821) ⚭ 1810 Marie-Louise von Österreich (1791–1847)                                   | Kaiser Napoleon I. (1769–1821) ⚭ 1810 Marie-Louise von Österreich (1791–1847)                                   |
| Napoleon Franz Bonaparte            |                                                                                       |                                                                                   | | |                                                                                    |                                                                                     | | |